# ウエルシアプラス
ウエルシアプラス（welcia Plus）はウエルシアホールディングスとイオン九州の合弁により設立されたイオンウエルシア九州が運営する店舗ブランド。
かつては、ウエルシア関東（現:ウエルシア薬局）の子会社としてウエルシアプラス株式会社が存在していた。本項ではその両方を述べる。

## 法人時代

### 概要
ウエルシアドットコムの運営、ホームページ作成、携帯サイトe情報の開発・企画・制作などの業務を行っていた。

### 沿革
- 1979年（昭和54年）3月、有限会社ヤマト薬局として設立。
- 1996年（平成8年）9月、株式会社ヤマト薬局に組織変更。
- 2005年（平成17年）
  - 3月、グリーンクロス・コア株式会社（現・ウエルシア薬局株式会社）の完全子会社となる[1]。
  - 5月、e welciaヤマト株式会社に社名変更。
- 2007年（平成19年）4月、ウエルシア関東の携帯会員を有効活用したモバイル・マーケティングサービスを開始[2]。
- 2011年（平成23年）10月、ウエルシアプラス株式会社に社名変更。
- 2014年（平成25年）6月、ウエルシア関東に吸収合併[1]。

### ウエルシアの公式モバイルサイト（旧ウエルシアのe情報）
ウエルシア関東が運営するモバイルサイトで、サイト開発・運用管理・企画・制作をウエルシアプラスが行っていた。
2005年（平成17年）11月に開始された「ウエルシアの公式モバイルサイト（旧ウエルシアのe情報）」に登録されたケータイ登録会員数80,000人（2014年（平成26年）4月16日時点）の顧客に対しメール配信・新商品情報案内・イベント実施等の情報提供を行いマーケティング型広告サービスを行おうとする意図によって運営されているものである。

## 店舗ブランド時代

### 概要
店舗ブランドとしての「ウエルシアプラス」は調剤併設型ドラッグストアと生鮮食品・弁当・惣菜を扱うスーパーマーケットが融合した一体型業態の店舗である。運営は2022年（令和4年）9月1日に調剤薬局を含めたドラッグストアの運営を行っているウエルシアホールディングスと生鮮を含めたスーパーマーケットの運営を行っているイオン九州双方の知見を相互共有・融合させた新業態店舗の開発と運営を行う合弁会社として設立されたイオンウエルシア九州が担う。
ポイントサービスが「WAON POINT」のみ（Vポイントの利用が不可）となる点、イオン九州が2023年3月に開始した「しあわせプラス」が実施されている点など、ウエルシア薬局が運営する「ウエルシア」と一部サービス内容の差異がある。
なお、「ウエルシアプラス」のような類似業態の店舗はウエルシア薬局で以前から行われており、2022年（令和4年）4月21日に開業したウエルシア熊本麻生田店（熊本県熊本市北区、旧ワイドマート ドラッグ&フード）では、イオン九州がコンセッショナリー（看板がない専門店）業態の形で生鮮食品・弁当・総菜・ベーカリー・フローズンを展開しているほか、福井県ではグループ会社のマックスバリュ北陸がインショップとして入り、マックスバリュ（一部店舗はマックスバリュエクスレス）と一体となったウエルシアを3店舗展開している（いずれもウエルシアホールディングスと資本業務提携を締結しているホームセンターみつわからウエルシア薬局へ継承し、業態転換した店舗となる）。
後述する通り、イオン九州が運営していた店舗からの承継・業態転換によるケースや、同業他社が運営していた店舗跡に居抜き出店するケースが大半である。

### 沿革
- 2023年（令和5年）
  - 4月6日 - 同年1月をもって閉店したマックスバリュエクスプレス若草店の運営をイオンウエルシア九州が継承した上で業態転換し、1号店となる大野城若草店（福岡県大野城市）がオープン[6]。
  - 8月3日 - 同年2月20日に閉店したマルショク薄場店跡に2号店となる熊本島町店（熊本県熊本市南区）がオープン[7]。熊本県へ進出する。
  - 9月14日 - 同年6月20日に閉店したザ・ビッグ甘木駅前店（旧レッドキャベツ店舗）の運営をイオンウエルシア九州が継承した上で業態転換し、3号店となる朝倉甘木駅前店（福岡県朝倉市）がオープン。同店では、「ウエルシアプラス」初となる情報コミュニティスペース「ウエルカフェ」が設置され、一般開放される[8]。
  - 11月2日 - 4号店となる福岡香椎駅前店（福岡県福岡市東区）をオープン[9]。
  - 11月23日 - 5号店となる八幡本城学研台店（福岡県北九州市八幡西区）をオープン。朝倉甘木駅前店に続いて2店舗目となる「ウェルカフェ」設置店となる[10]。
- 2024年（令和6年）
  - 8月1日 - 同年7月20日に閉店したザ・ビッグ鳥栖蔵上店（旧レッドキャベツ店舗）をイオンウエルシア九州が継承した上で業態転換し、6号店となる鳥栖蔵上店（佐賀県鳥栖市）をオープン[11]。佐賀県へ進出する。
  - 9月30日 - イオン九州と共同でニューヨーク・エボリューション（同年9月23日に廃業[12]）が福岡県北九州市で運営していた「スーパーとみやま」3店舗と「ニューヨークストア」1店舗の計4店舗の跡地を取得・承継したことを発表。これらの店舗は2025年春に「ウエルシアプラス」へ転換し再開業する予定[13]。
  - 10月31日 - 同年7月20日に閉店したザ・ビッグ鳥栖店（旧さが旬鮮市場店舗）をイオンウエルシア九州が継承した上で業態転換し、7号店となる鳥栖店（佐賀県鳥栖市）をオープン[14]。
  - 12月19日 - 同年9月20日に閉店したマックスバリュ永江団地店（旧マックスバリュくらし館店舗）をイオンウエルシア九州が継承した上で業態転換し、8号店となる永江団地店（熊本県合志市）をオープン[15]。
- 2025年（令和7年）
  - 1月16日 - 2024年9月20日に閉店[16]したマックスバリュ新宮杜の宮店をイオンウエルシア九州が継承した上で業態転換し、9号店となる新宮杜の宮店（福岡県糟屋郡新宮町）をオープン。同店では同じイオングループの100円ショップ「キャンドゥ」が初導入される[17]。
  - 1月30日 - 2024年9月30日に閉店[18]した西鉄ストアレガネットマルシェ三苫店[19]跡に10号店となる福岡三苫店（福岡県福岡市東区）をオープン[20]。
  - 2月13日 - 前述したニューヨーク・エボリューションから承継した店舗からの転換1号店として、ニューヨークストアとみやま門司店跡に11号店となる門司中央店（福岡県北九州市門司区）をオープン[21]。
  - 3月6日 - 前述したニューヨーク・エボリューションから承継した店舗からの転換2号店として、とみやま桜橋店跡に12号店となる小倉桜橋店（福岡県北九州市小倉南区）をオープン。
  - 3月21日 - 前述したニューヨーク・エボリューションから継承した店舗からの転換3号店として、ニューヨークストア貫店跡に13号店となる小倉貫店（福岡県北九州市小倉南区）をオープン。
  - 4月24日 - 14号店となる宇美中央店（福岡県糟屋郡宇美町）をオープン[22]。